# Shimano Ultegra

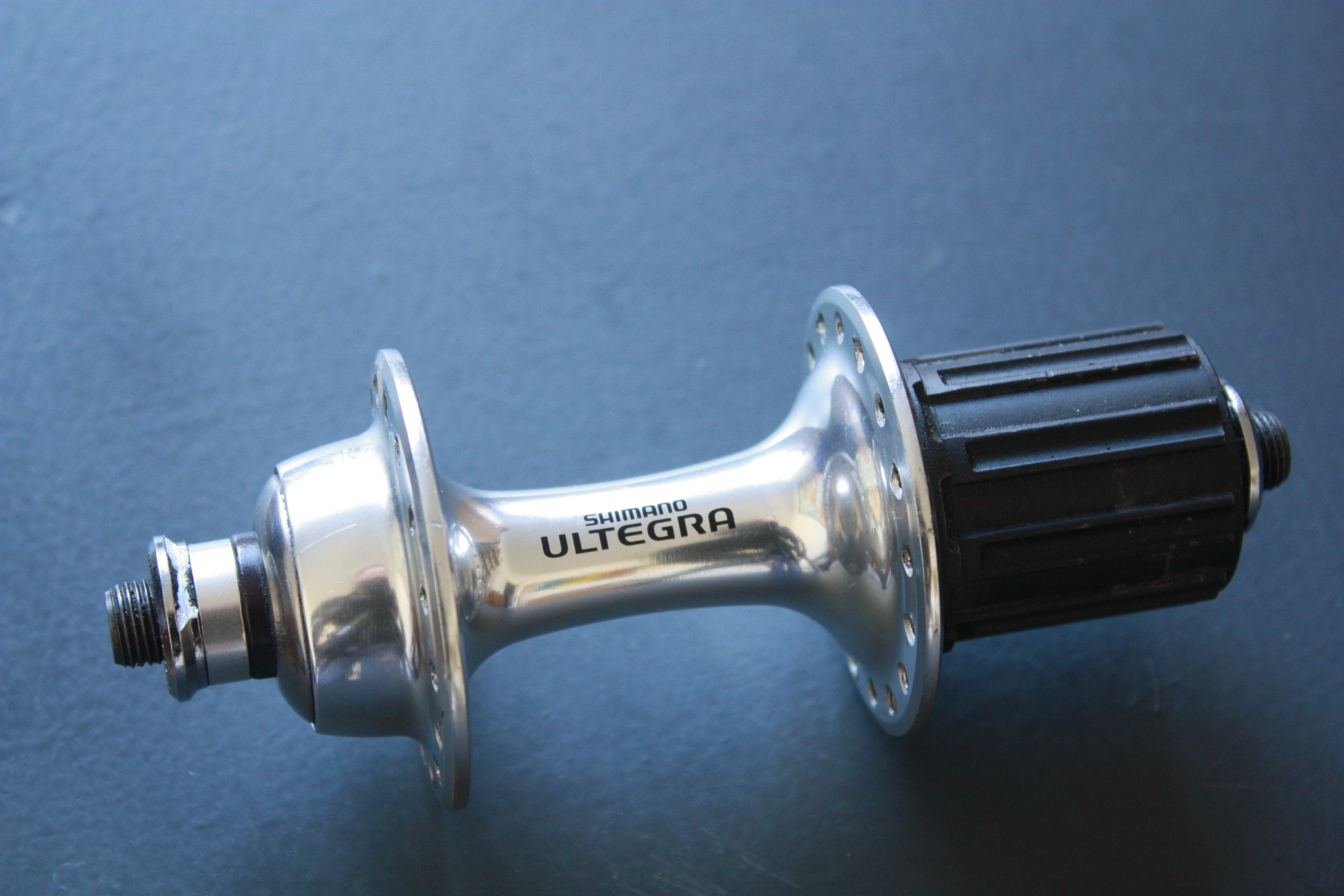
Shimano-Ultegra-Hinterradnabe FH-6500

Ultegra (für Ultimate Integrated), früher 600 ist die Bezeichnung einer Rennradgruppe von Shimano. Die Gruppe existiert seit 1975 in veränderter Form bis heute und liegt unterhalb der High-End-Gruppe Dura-Ace und oberhalb der Gruppe 105.

## Komponenten
Seit der Einführung der Gruppe änderte sich die Zusammensetzung der zugehörenden Komponenten:
Durchgehend gibt es die für Bremsen, Antrieb und Schalten benötigten Teile Bremsgriffe, Schalthebel, ab Ende der 1980er als Einheit, Bremskörper, Schaltwerk, Umwerfer, Innenlager, Tretkurbeln mit Kettenblättern, Zahnkranzpaket und Kette.
Steuersätze, Sattelstützen und Naben als Einzelteile werden nicht mehr angeboten, dafür komplette Laufradsätze.
Ultegra-600er-Bauteile waren einschließlich 9-fach-Schalttechnik mit allen Shimano-Rennrad- und -MTB-Gruppen, Ausnahme die Dura Ace 7400 (6-, 7-, 8-fach), kompatibel. Mit Einführung der 10-fach-Schalttechnik sind MTB- und Rennradgruppen nicht mehr kompatibel. Die Ultegra-Gruppen sind mit anderen Shimano-Rennrad-Gruppen bis 11-fach, Ausnahme die neueste Tiagra-4700-10-fach-Gruppe, kompatibel.

## 600
Die 600-Gruppe wurde von ca. 1975 bis 1988 unter diesem Namen gebaut. Sie kam als Mittelklassengruppe zwei Jahre nach der High-End-Gruppe Dura-Ace auf den Markt.

Zunächst wurde unter dem Shimano 600 Label eine Gruppe mit 5-fach-Schaltung produziert, die eine Schraubkranzkassette und Friktionsschaltung besaß und für Touringfahrer gedacht war. Für diese gab es auch eine lange Mittelzugbremse und eine Cantileverbremse. Mit der Änderung der Kennzeichnungssystematik bei Shimano hieß sie ab 1980 "6100". 

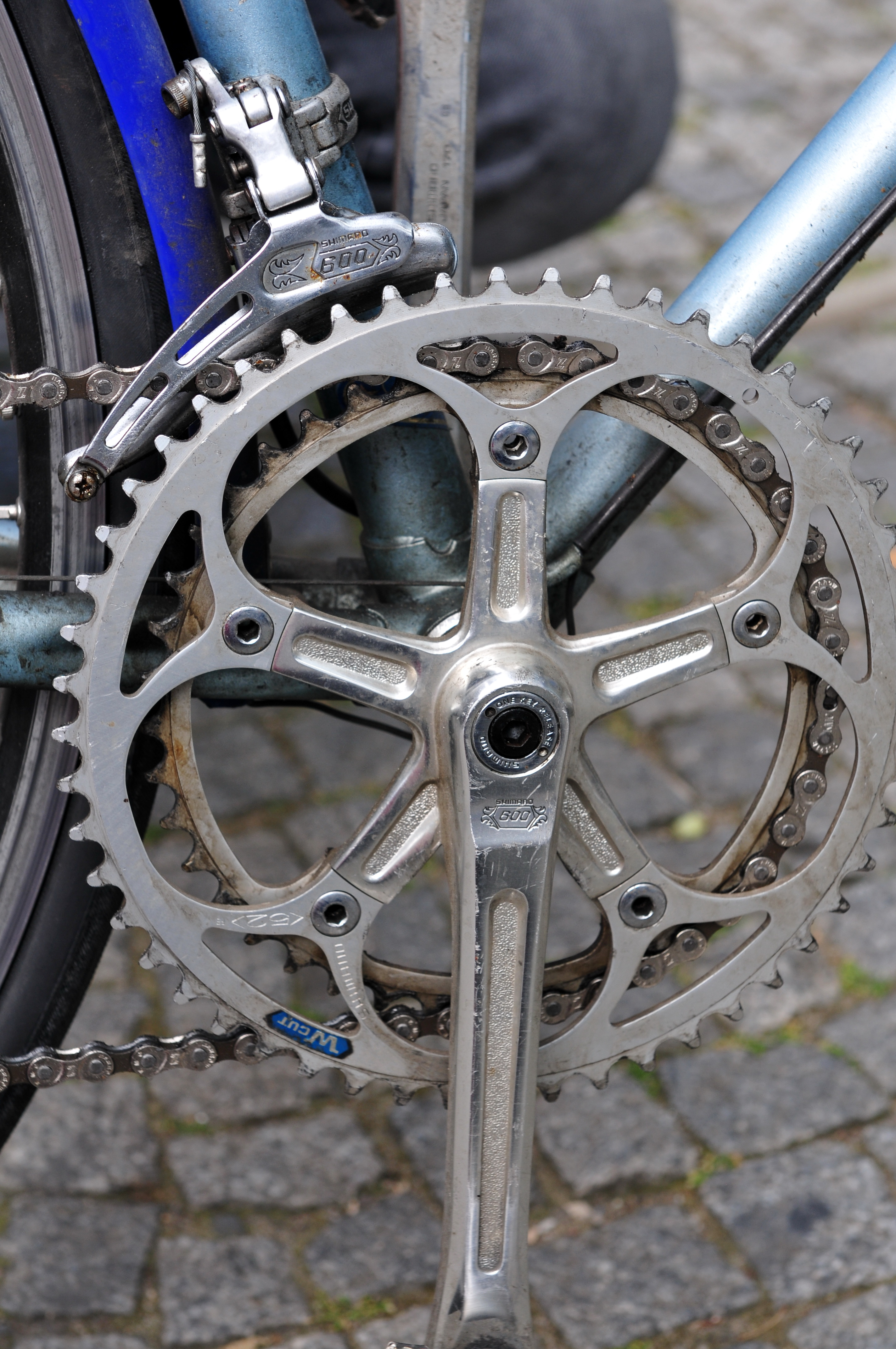
Kettenblatt Shimano 600, 1980

Parallel dazu gab es 1978 bis 1984 die Shimano 600 EX (ab 1980: 6200) mit den "arabesque pattern". Diese wurde als Rennradgruppe konzipiert und war 5 oder 6fach jeweils als Schraub- oder Kasttenzahnkranz erhältlich. 1981 wurde die 600AX-Serie als 6300 eingeführt. AX steht für Aerodynamics und wurde von der Dura-Ace-AX-Serie übernommen. Vor allem die „Aero“-Sattelstützen sind auffällig. Alle Teile der Gruppe wurden so aerodynamisch wie möglich entworfen, was dem Trend der Zeit entsprach. Das verwendete Pedalsystem „Dyna Drive“ mit dem 1" Pedalgewinde kam bereits bei DuraAce EX, AX und der Touringkurbel DeOre zu Einsatz. Bei der AX-Serie setzte Shimano sogenannte Parapul-Bremsen, ähnlich den von Campagnolo eingeführten Delta-Bremsen, als Alternative zu den bisherigen Eingelenk-Seitenzugbremsen („mono pivot“) ein. Dieses System setzte sich aber nicht durch, da es zu schwer und kompliziert zu warten war sowie höhere Bedienkräfte erforderte.
1986 kam die New 600 EX-Gruppe mit Seriennummer 6207 auf den Markt. Diese 6-fach-Gruppe war ab 1987 nach der Dura-Ace-Gruppe die zweite Gruppe mit dem Shimano Index System (SIS), also einer gerasterten Schaltung am Hinterrad (einzelne Komponenten 6208). Allerdings wurde dabei die Schaltgeometrie modifiziert: Der Seileinholweg pro Schaltschritt wurde gegenüber der Dura-Ace-Gruppe vergrößert. Diese Schaltgeometrie bildete nunmehr den Standard bei Shimano und wurde danach auch für alle anderen Gruppen genutzt (aber erst seit 1997 bei Dura-Ace).
Verschiedene 600-Gruppen wurden vor allem in den Anfangsjahren zeitgleich produziert und vertrieben.

## 600 Ultegra
Von 1988 bis 1997 fügte Shimano der 600-Gruppe – nunmehr unter der Seriennummer 6400 – den Namenszusatz Ultegra an. Das Kunstwort Ultegra steht für Ultimate Integrated. Die Gruppe besaß zunächst 7-fach-SIS-Rahmenschalthebel und -kassetten. Ab 1992 gab es die 600-Gruppe – erkennbar an den Seriennummern 6401 und höher – mit 8-fach-Kassette und Bremsschalthebeln (STI) für den Rennlenker. Diese lösten fortan die bis dahin üblichen Rahmenschalthebel ab und führten zugleich eine Rasterung beim Umwerfer für den Kettenblattwechsel vorne ein (Shimano Dual SIS). Mit der Umstellung auf 8-fach-Kassetten wurde die Hinterrad-Nabenbreite auf 130 mm vergrößert. Die Gruppe besaß teilweise drei markante farbige Streifen, was zur Bezeichnung „Tricolor“ führte. Sie wurde zunächst mit Eingelenk-Bremsen, ab 1991 mit Dual-Pivot-Bremsen (Zweigelenk-Bremsen) ausgestattet. In dieser Serie setzte Shimano in der 600-Ultegra-Gruppe die auch in anderen Rennradgruppen genutzte Biopace-Technik der ovalisierten Kettenblätter ein.

## Ultegra

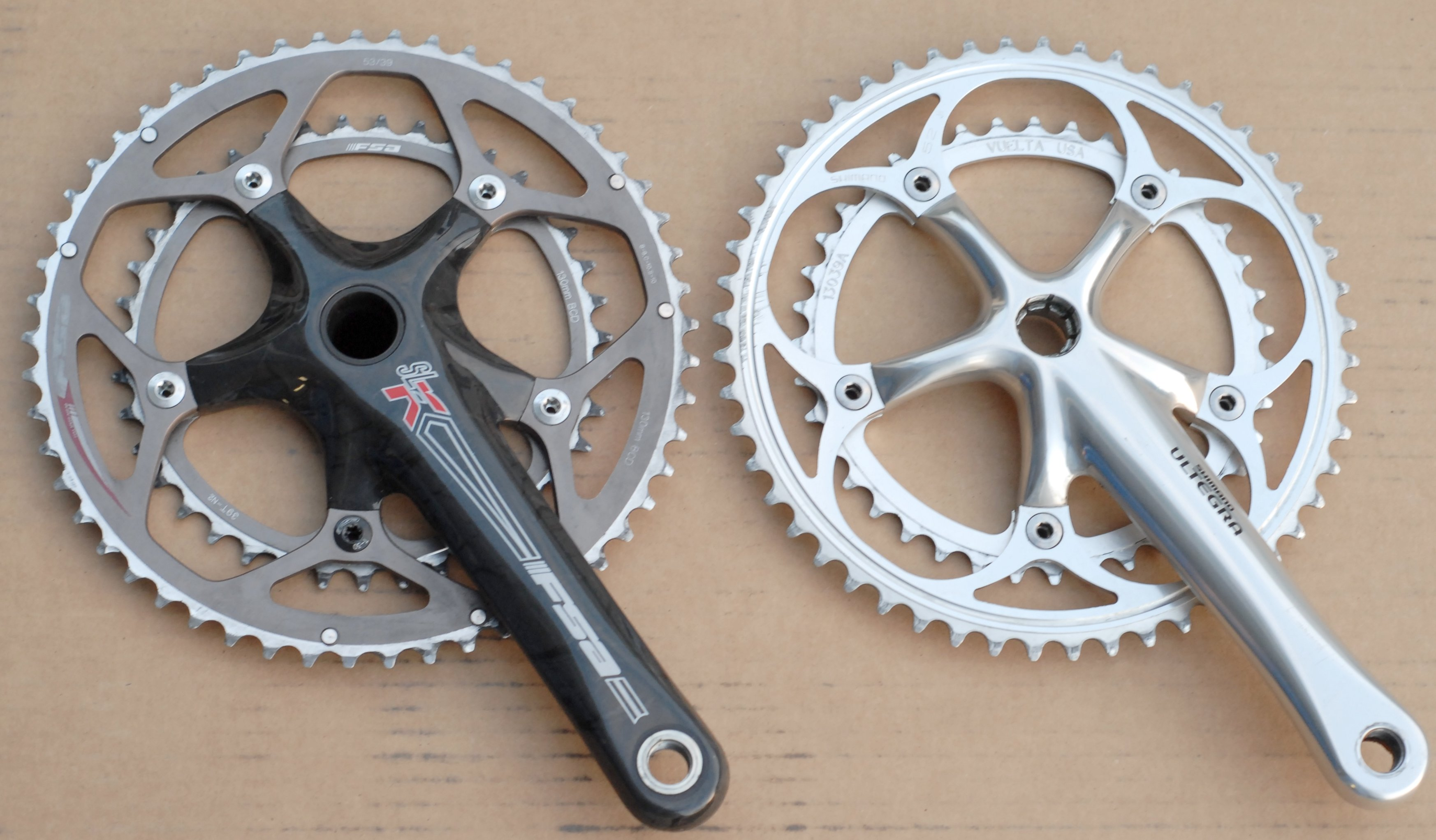
Links eine Carbon-SLA-Kurbel des Herstellers FSA aus dem Jahr 2008 (53/39 Zähne), rechts eine Shimano-Ultegra-Kurbel, produziert ab 1999

Seit 1998 produzierte Shimano die Ultegra-6500-Serie als 9-fach-Gruppe und ließ zum ersten Mal die Bezeichnung 600 weg. Die Ultegra 6500 gab es erstmals auch mit 3-fach-Kurbel. Ab diesem Zeitraum führte Shimano auch seine Flight-Deck-Technologie ein: Die STIs können mit entsprechend vorbereiteten Fahrradcomputern kombiniert werden und Daten zum gewählten Gang und der entsprechenden Übersetzung anzeigen und verarbeiten. Mittlerweile bieten die Systeme zusätzlich eine grafische Anzeige des gewählten Ganges und zeigen nach dem Schaltvorgang dessen Übersetzung.
2005 kam die 6600-Serie auf den Markt, mit 10-fach-Schaltwerk und auch wieder mit 3-fach-Kurbel. Die Innenlager der Serie sind standardmäßig außenliegend.
Neuerung bei der darauffolgenden Super-Light-6600-Serie ist die Farbe Ice Grey und eine weitere Gewichtsreduzierung. Neuerung bei der 6700-Serie ist, dass Brems- und Schaltzug wie beim Konkurrenten Campagnolo unter dem Lenkerband verlegt werden. Die Kette der Serie ist asymmetrisch konstruiert: die Innenlaschen und auf der Innenseite auch zusätzlich die Außenlaschen sind gelocht.

## Ultegra Di2 und hydraulische Systeme

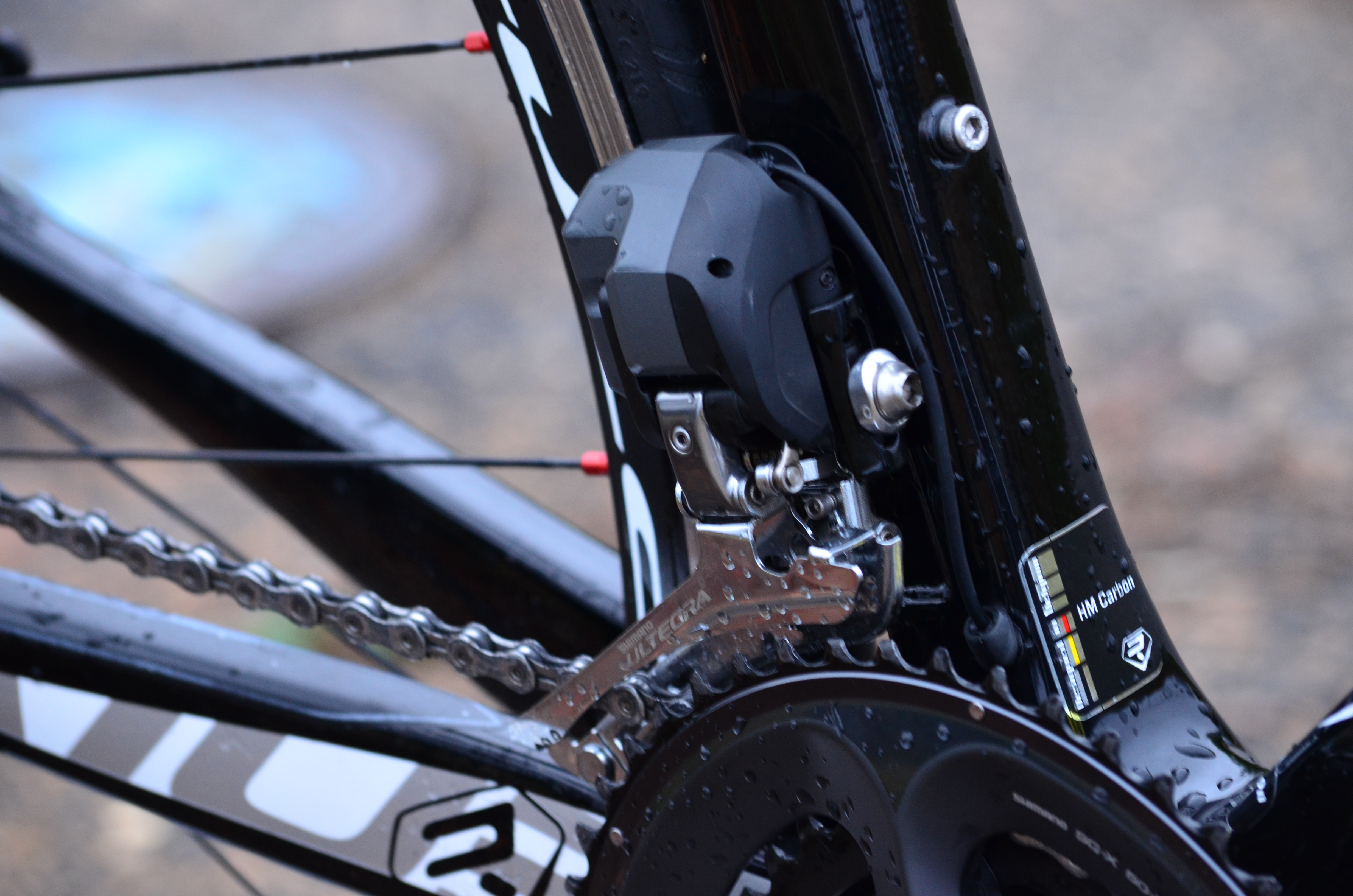
Ultegra-Di2-Umwerfer

2011 stellte Shimano der traditionell mechanisch schaltbaren Ultegra-Gruppe der Serie 6700 eine elektrische Schaltung unter dem Namen Ultegra Di2 zur Seite. Wie bei der Dura-Ace-Gruppe kommunizieren die elektro-mechanischen Komponenten dieser Ultegra-Variante – die Schalthebel, der Sensor im Kurbelarm sowie Schaltwerk und Umwerfer – kabelgebunden mittels Bus-System miteinander. Es überträgt neben den Steuersignalen auch die Energie für die Stellmotoren und wird durch einen zentralen Akku gespeist, der wahlweise auch im Sattelrohr untergebracht werden kann. Eine Bluetooth-Verbindung zu externen Geräten ist möglich.
2014 kam die 6800-Serie als 11-fach-Gruppe auf dem Markt. Die beiden Schaltwerke verkraften bis zu 28 (Version SS) oder 32 (Version GS) Zähne am größten Ritzel. Wie bei der zur selben Zeit verfügbaren Shimano Dura-Ace 9000 sitzen die Kettenblätter nun auf vier statt bisher fünf Armen, was laut Shimano bei weniger Gewicht eine bessere Kraftübertragung bringen soll.
Seit 2015 gibt es neben den traditionellen Seilzug-Felgenbremsen alternativ auch hydraulische Scheibenbremsen und die entsprechenden hydraulischen STI-Bremsschalthebel.
2018 wurde die R8000-Serie der Ultegra-Gruppe eingeführt, weiterhin wahlweise mit einer mechanischen oder einer elektrischen (Di2-)Schaltung. Überarbeitet wurden unter anderem die Kettenblattabstände, die insbesondere im Hinblick auf die steigende Zahl von Rennrädern mit Scheibenbremsen vergrößert wurden. Dadurch sollen mehr Freiräume zum Rahmen geschaffen werden. In Verbindung mit den für die neuen Kurbeln erforderlichen neuen Umwerfern wird laut Hersteller die Schalt-Performance deutlich verbessert. Mit der langen GS-Version des Schaltwerks sind nun bis zu 34-Zähne-Ritzel an der Kassette schaltbar.
Ebenfalls 2018 wurde unter dem Namen Ultegra RX ein gedämpftes 11-fach-Schaltwerk für Cyclocross- und Gravel-Fahrräder eingeführt. Die Dämpfung soll ein Schlagen und Abspringen der Kette auf unebenem Boden verringern. Es wird als mechanische und elektromechanische Variante angeboten.
Im Herbst 2021 erhielt die elektrische Ultegra Di2 mit der neuen Serie R8100 – zeitgleich mit der Dura-Ace-Gruppe – eine 12-fach-Kassette. Die Verbindung zum Schalter am Lenker erfolgt nunmehr kabellos via ANT+/Bluetooth; die Kabelverbindung zum Akku in der Sattelstütze wurde dünner gestaltet und ist nicht mehr mit der Vorgängergruppe kompatibel. Das einzige Schaltwerk verkraftet maximal 34 Zähne am größten Ritzel. Die 12-fach-Schaltung ist nur noch elektrisch verfügbar; die mechanische Gruppe mit 11 Ritzeln (Serie R8000) bleibt unverändert.

## Bilder
Chronologisch in der Entwicklung der 600-Ultegra-Komponenten gereiht.

### 600-EX-Arabesque-Serie

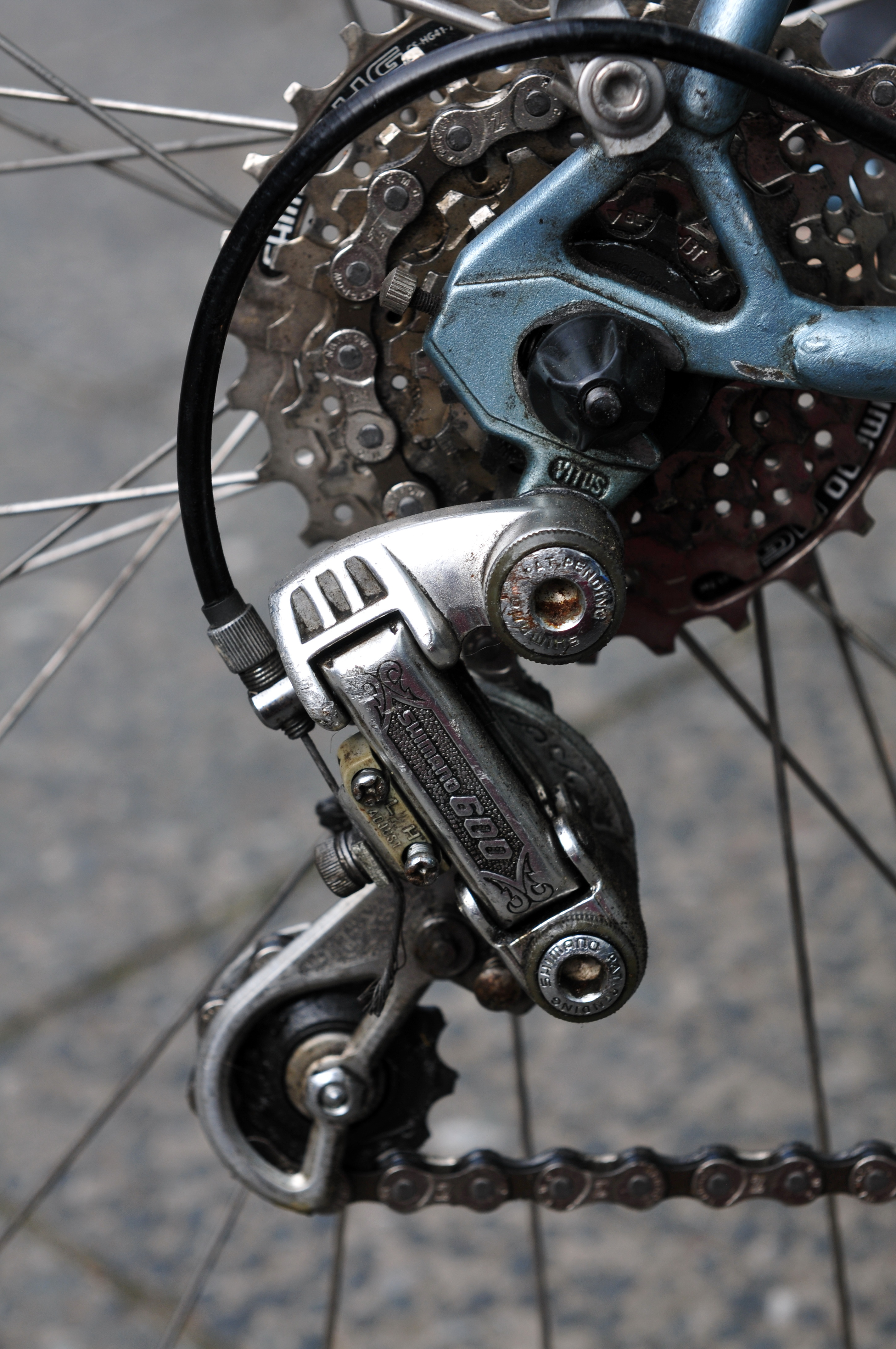
Schaltwerk Shimano 600, 1980
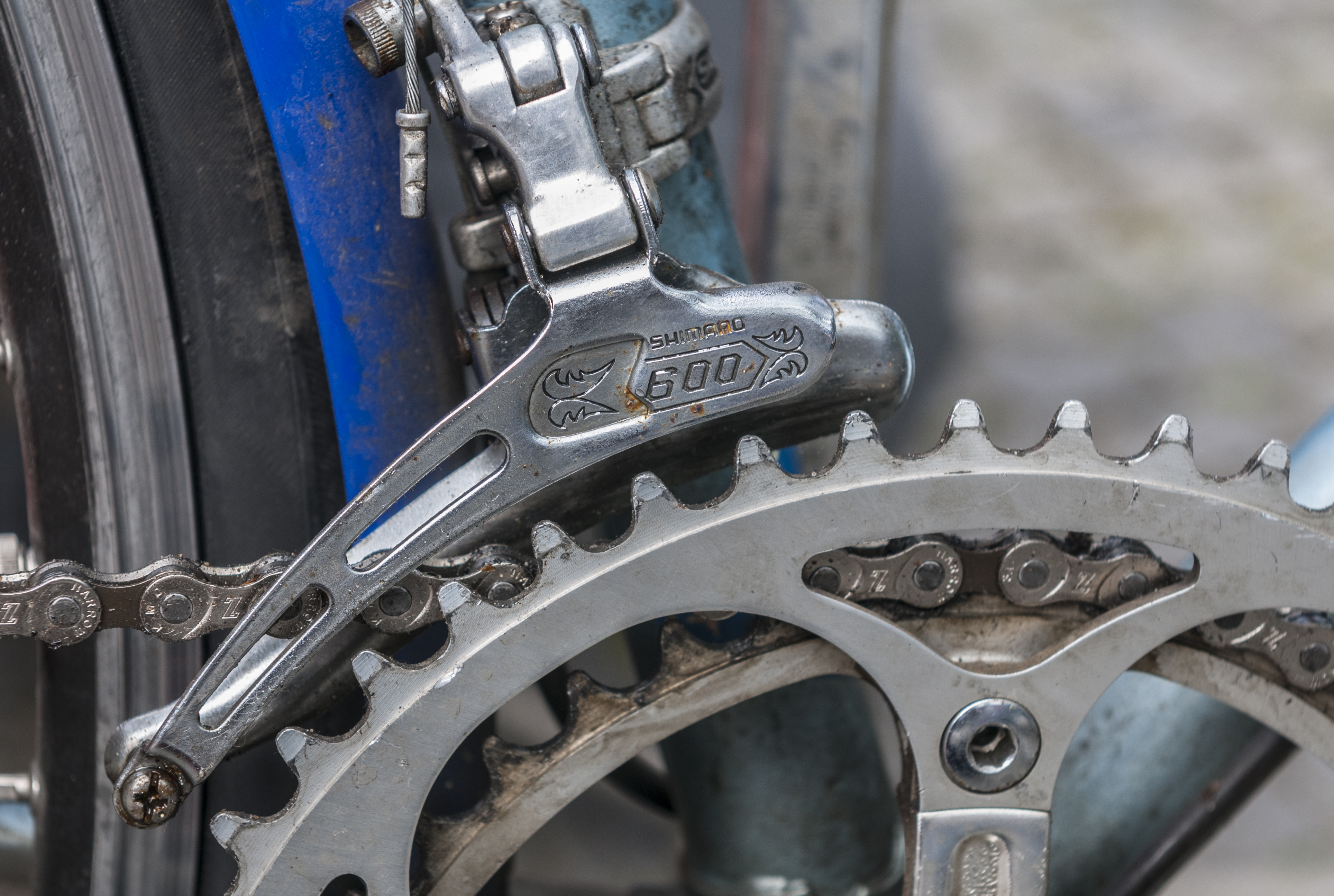
Umwerfer Shimano 600, 1980
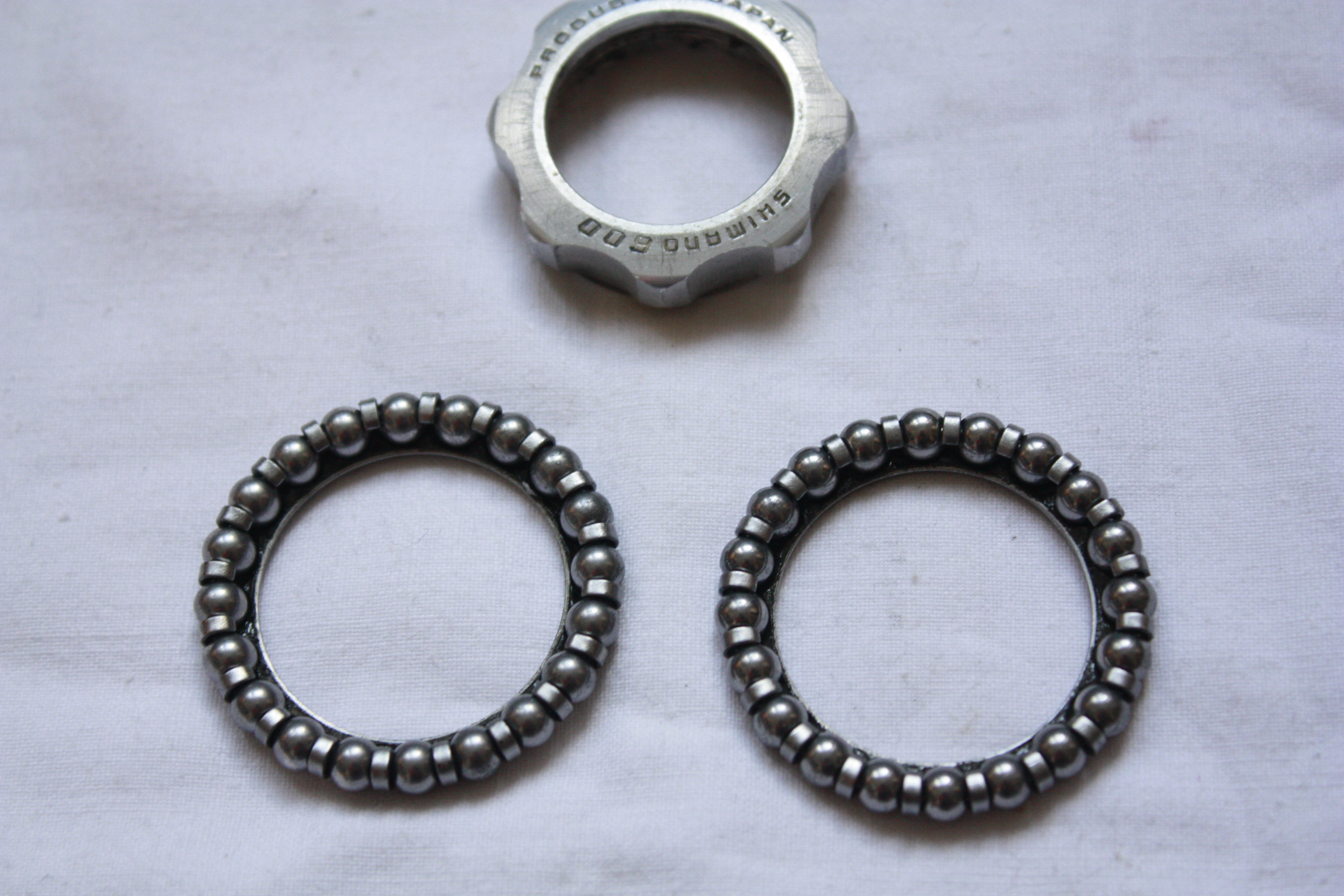
Konterring und Kugelringe eines Shimano-600-Arabesque-Steuersatzes HP-6200

### 600-Serie

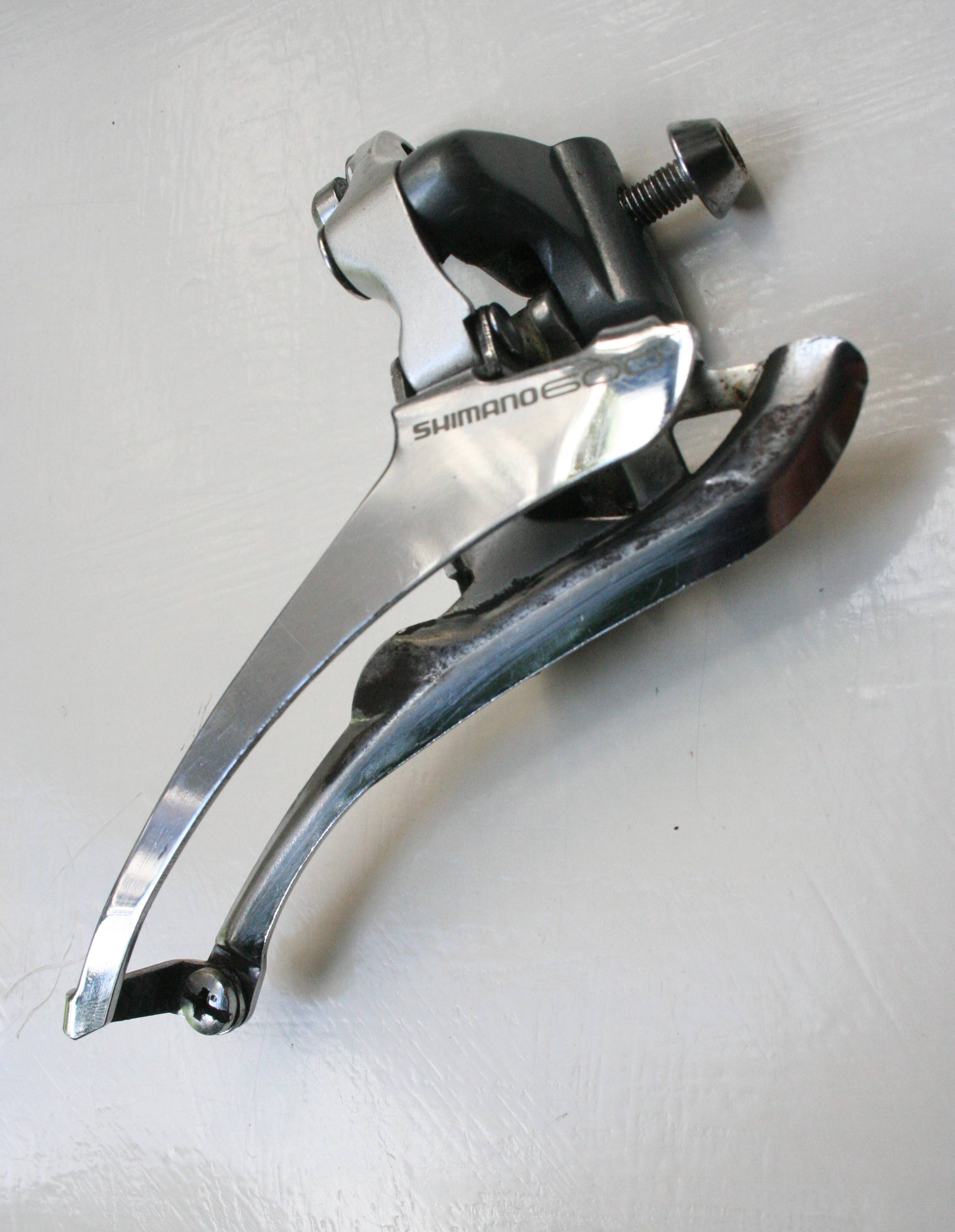
Shimano-600-Umwerfer zur Montage am Anlötsockel des Rahmens (FD-6401)
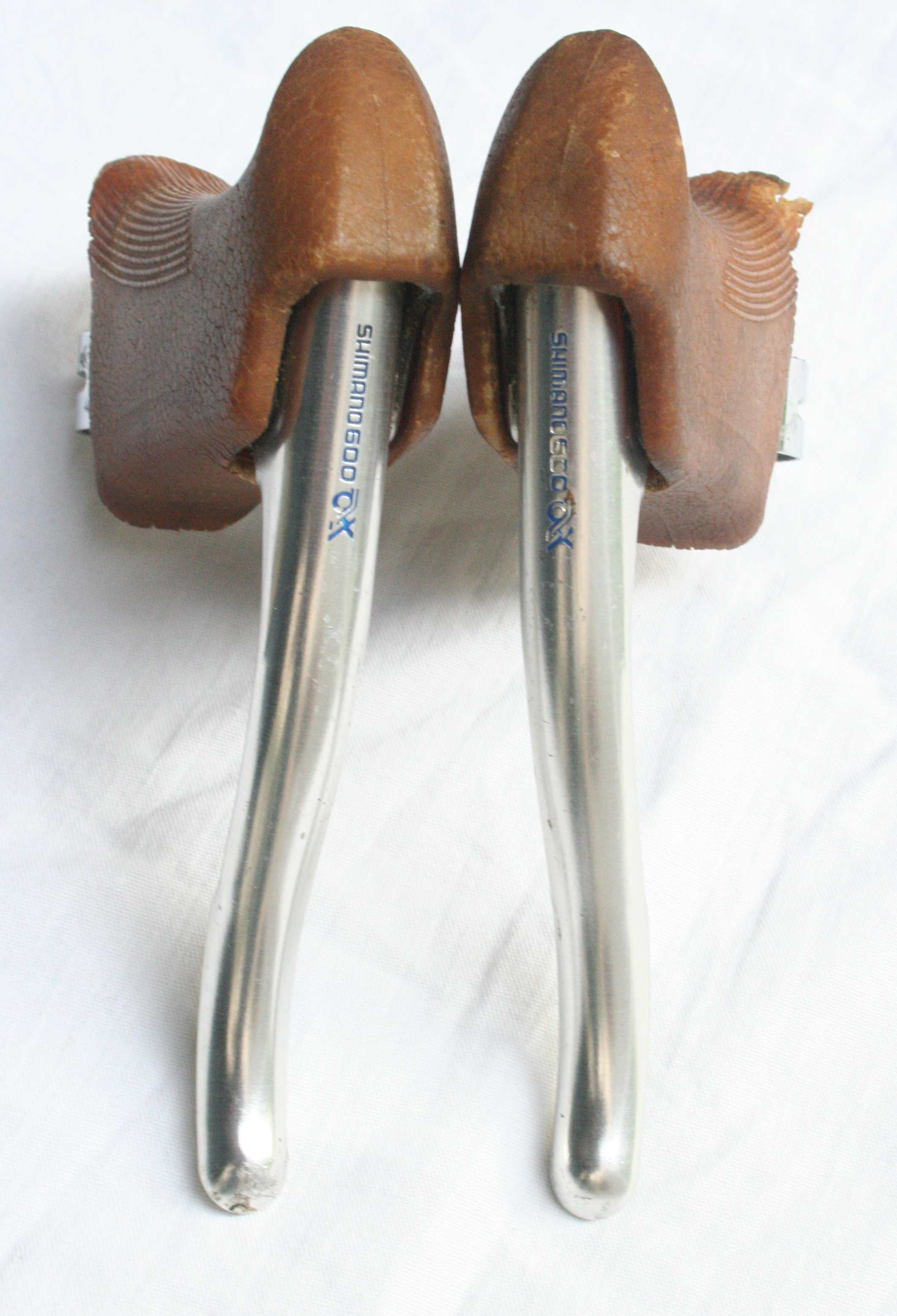
Shimano-600AX-Bremshebel (Anfang 1980er)
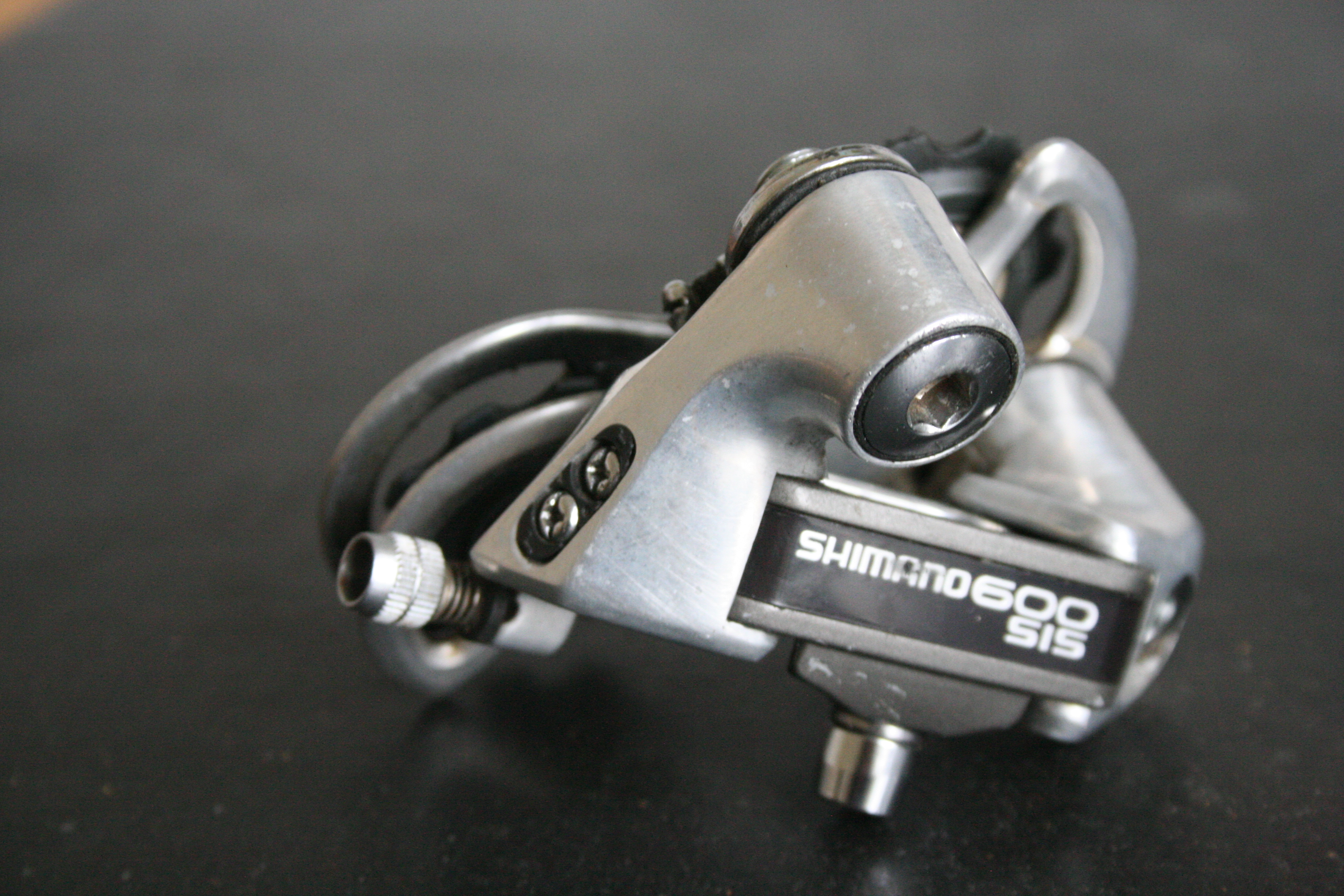
Shimano-New-600EX-Schaltwerk, 1987–1988 (RD-6208)
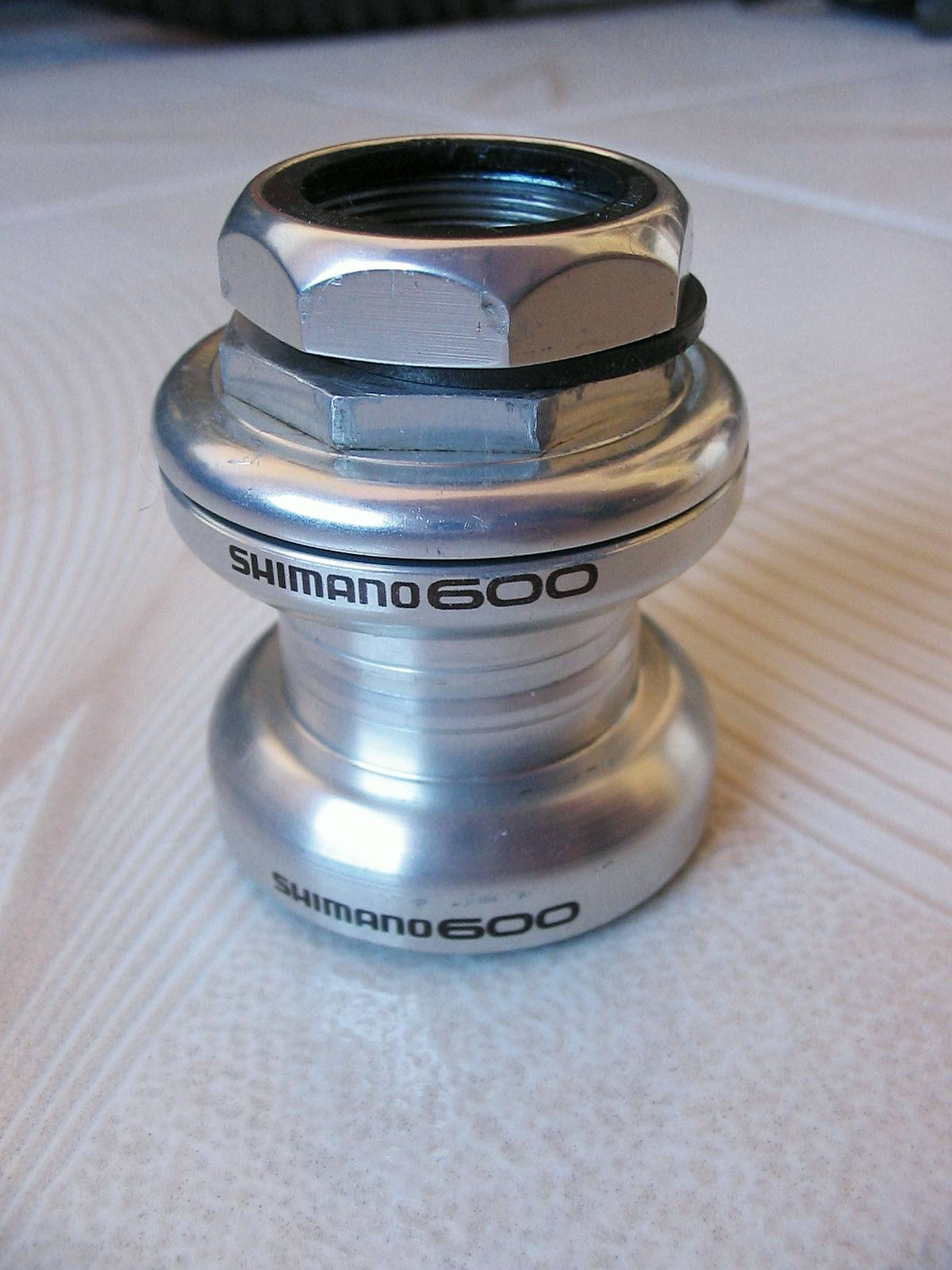
Shimano-600-Steuersatz, 1 Zoll (HP-6400)
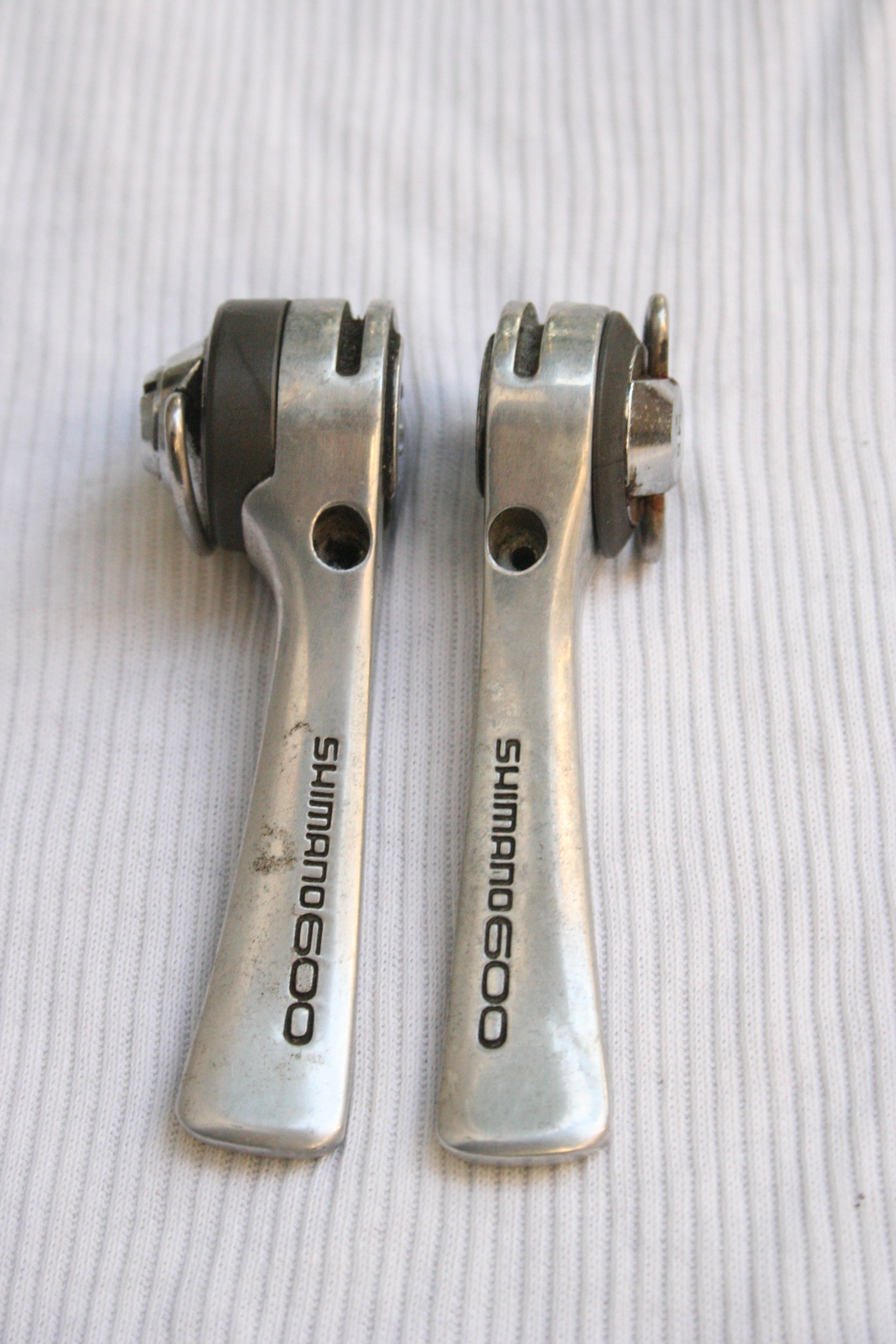
Shimano-600-Rahmenschalthebel (SL-6208)

### 600- und 600-Tricolor-Serie

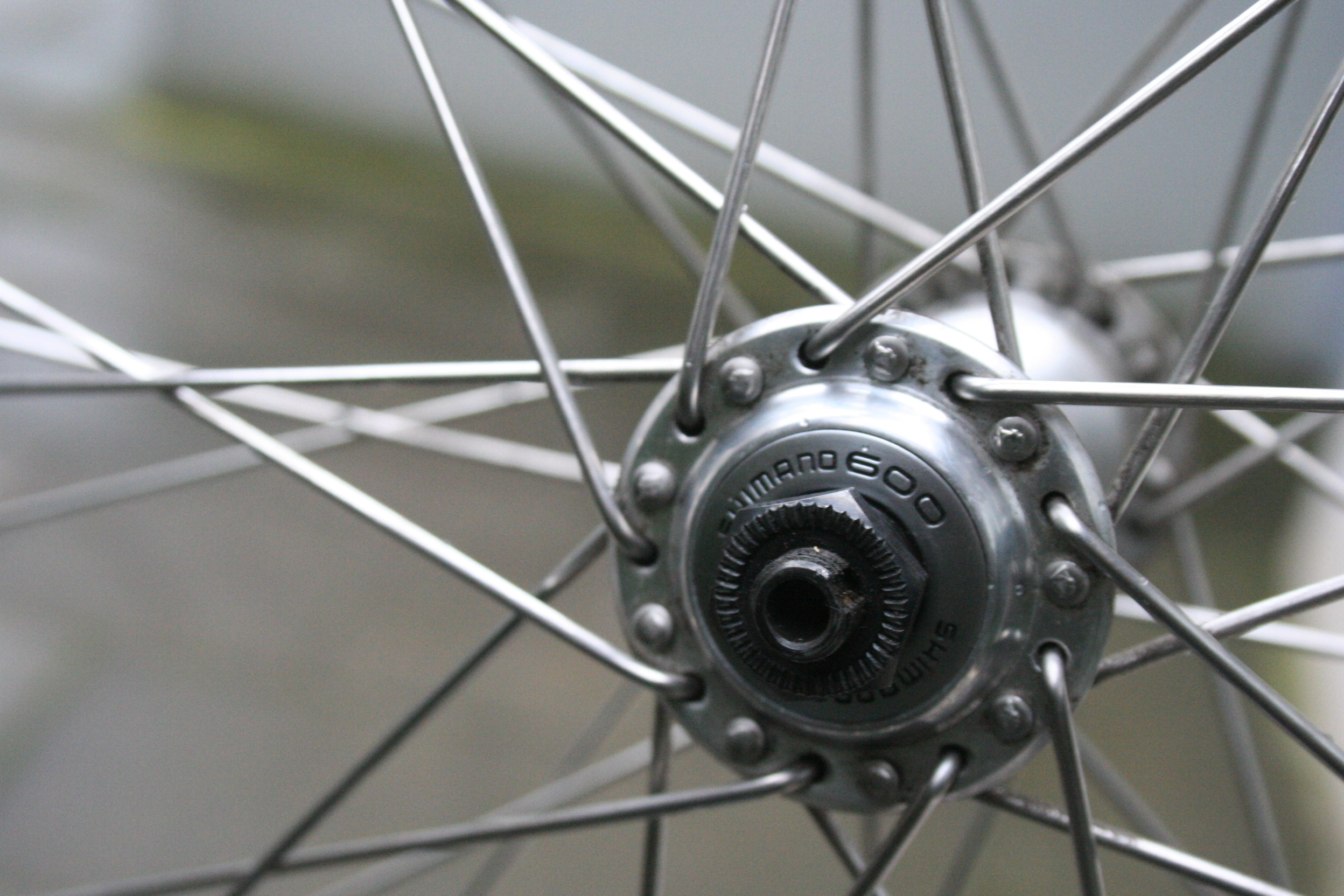
Shimano-600-Rennrad-Nabe (Mitte 1980er-Jahre)
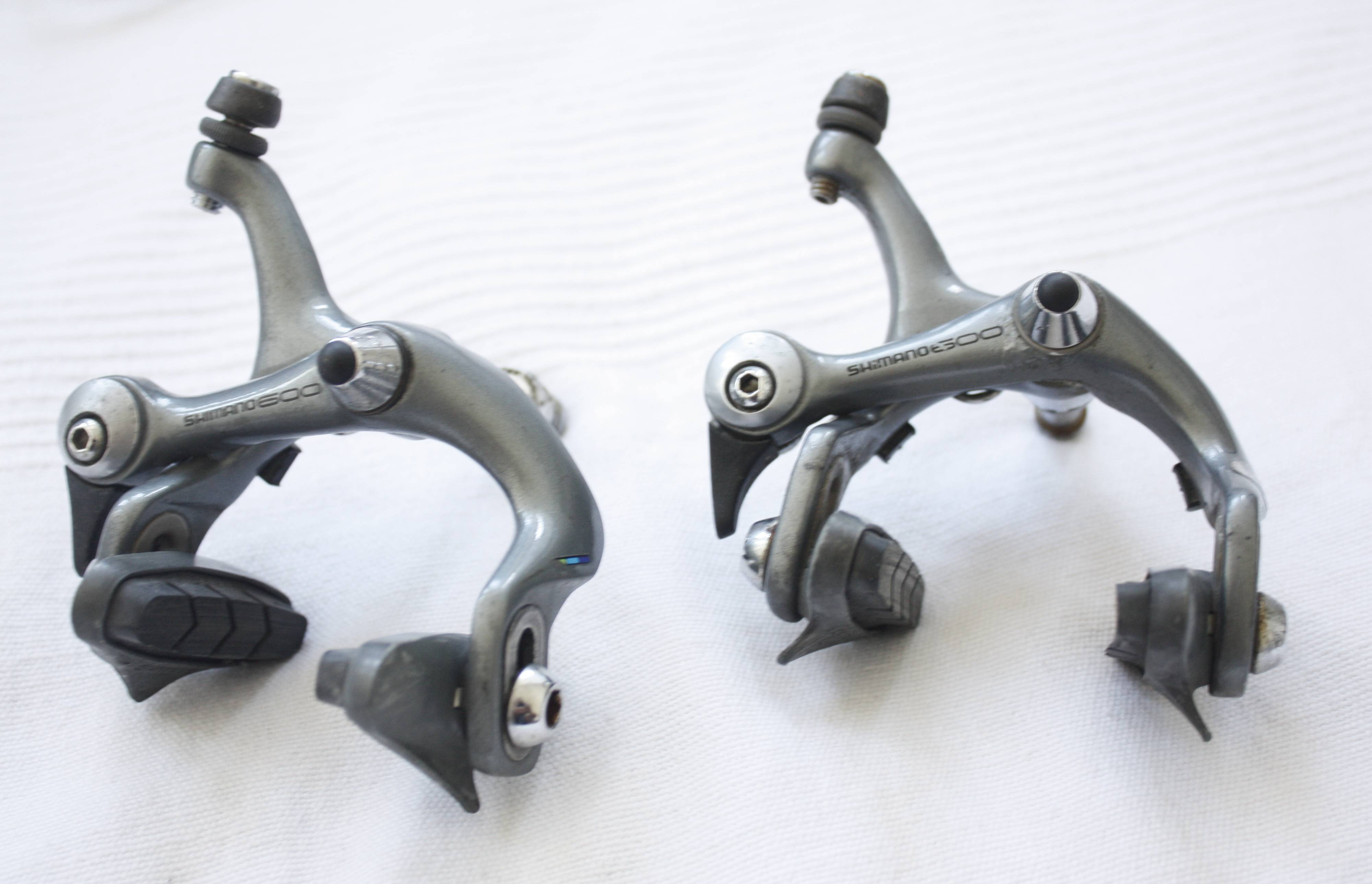
Shimano-600-Tricolor-Eingelenk-Bremsen BR-6400
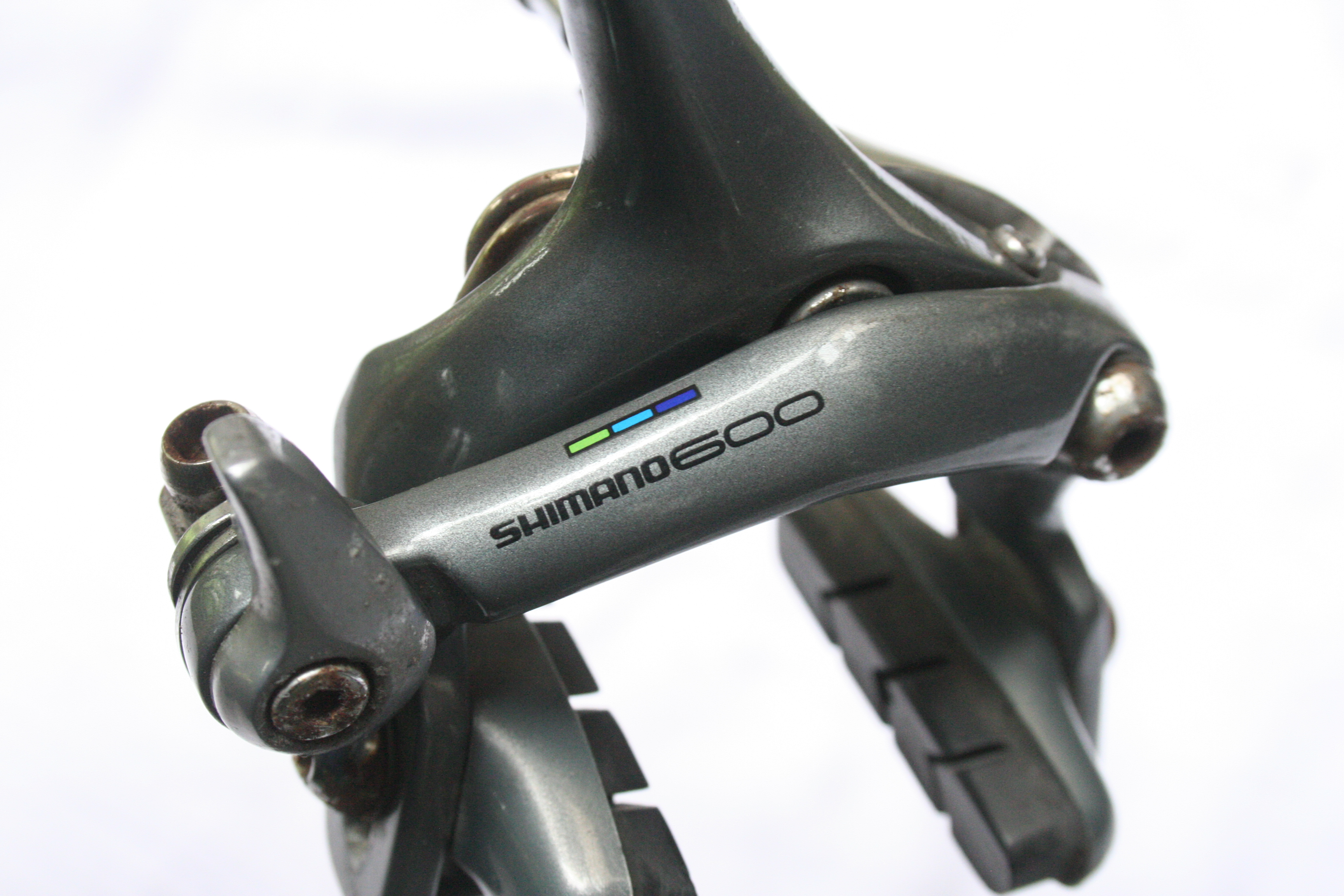
Shimano-600-Tricolor-Zweigelenk-Bremsen BR-6403
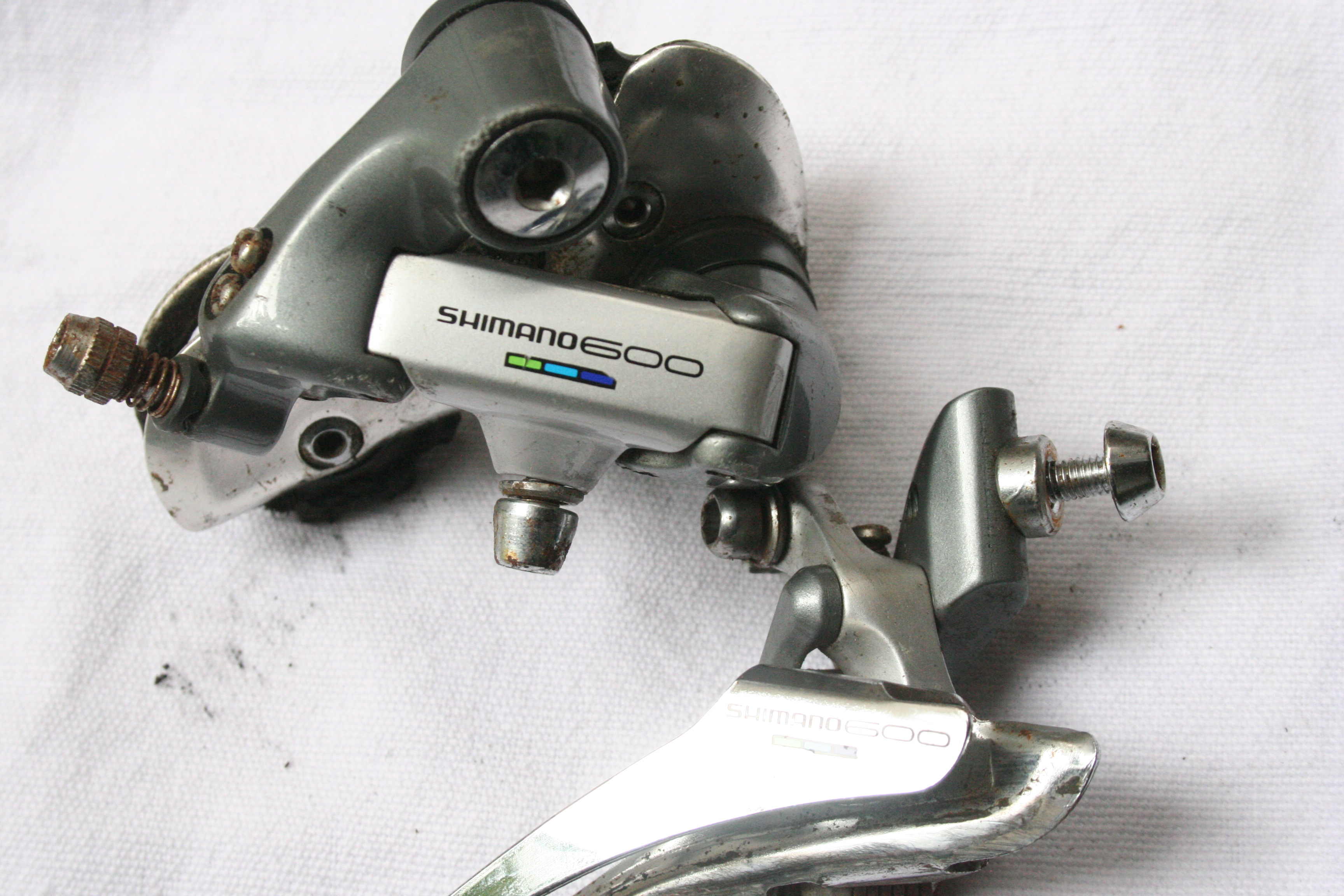
Shimano-600-Tricolor-Schaltwerk RD-6400 (mit geschlossenem Schaltkäfig) und Umwerfer FD-6400 (Umwerfergabel bewegt sich diagonal)
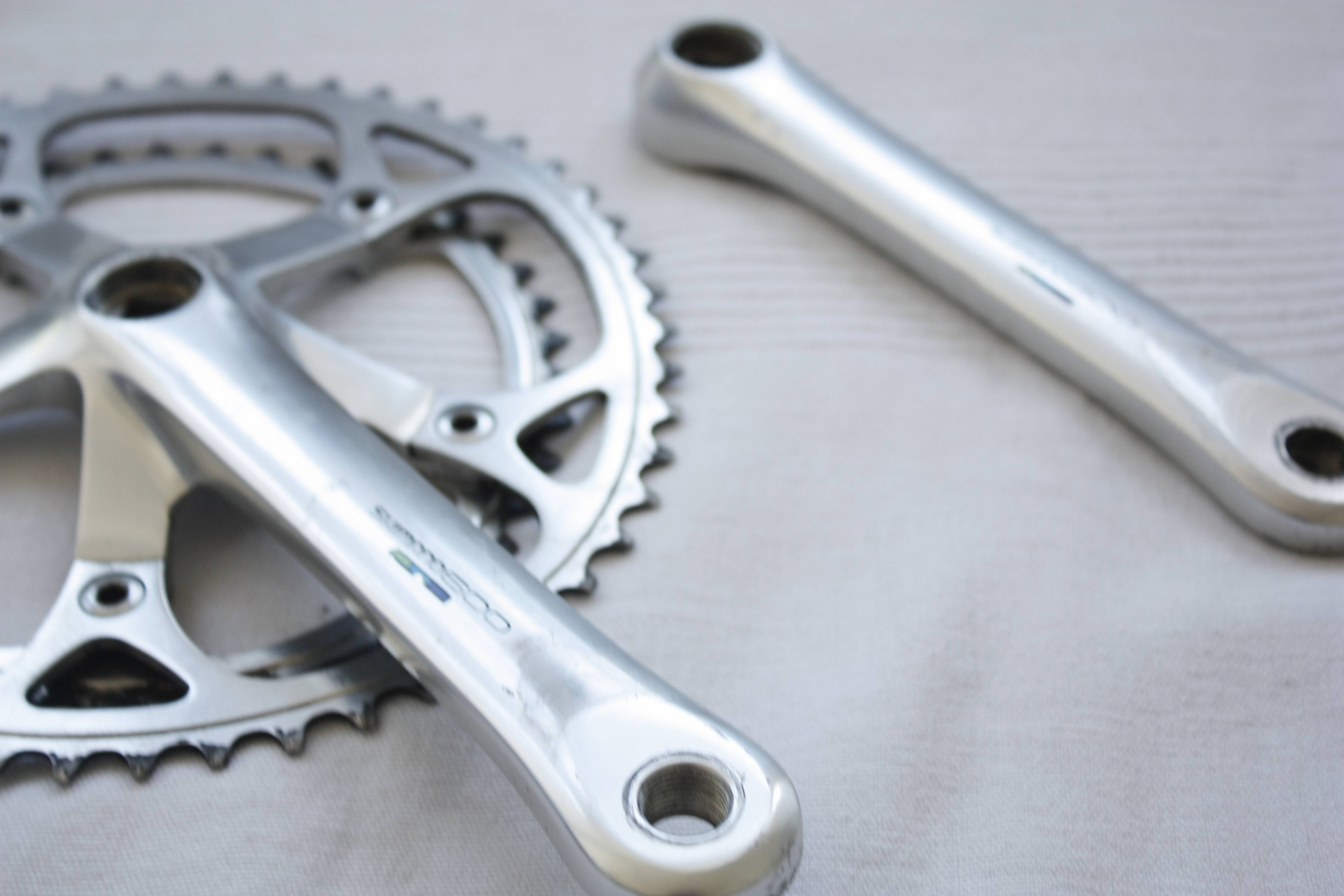
Shimano-600-Tricolor-Kurbel FC-6400

### Ultegra 9- und 10fach

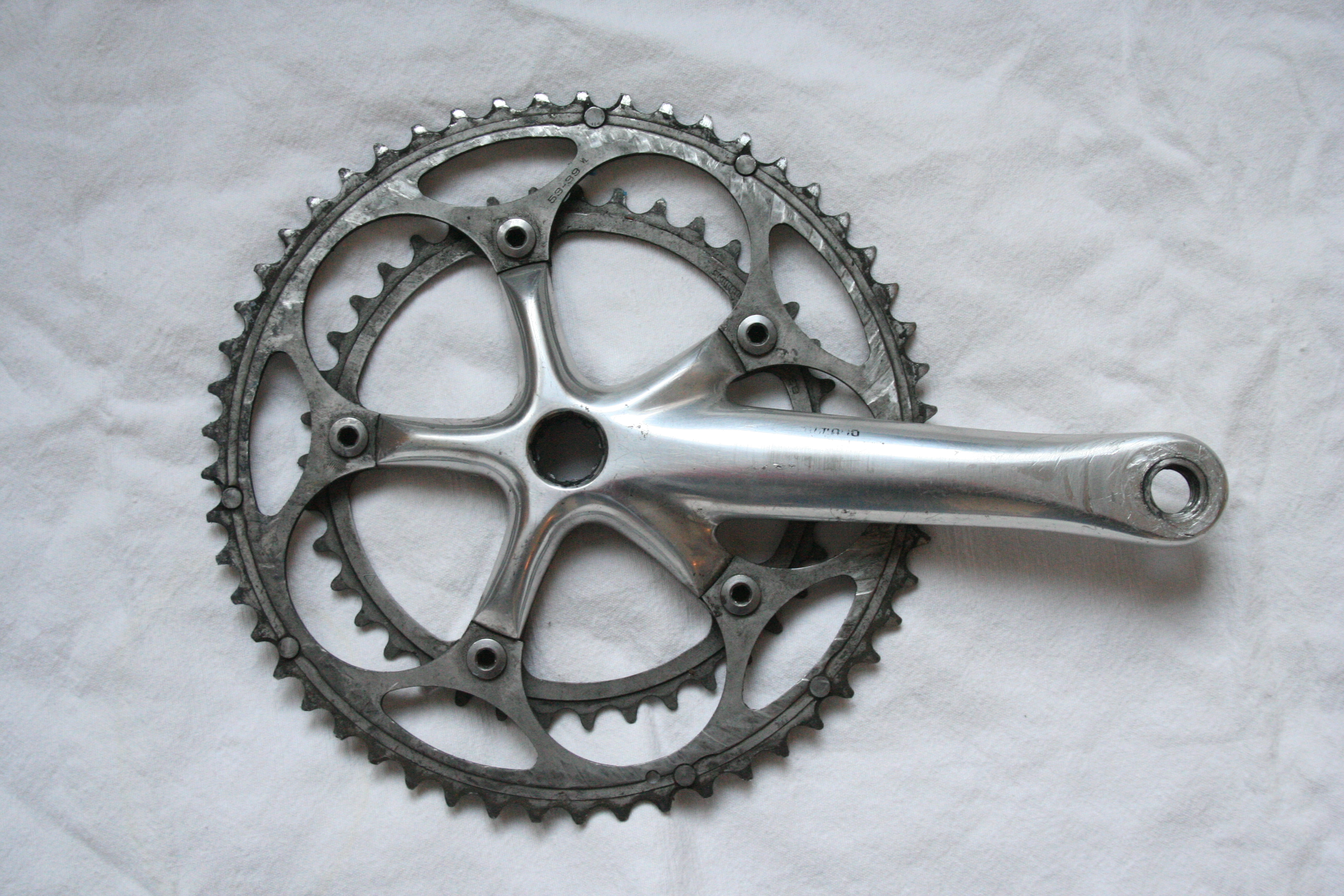
Ultegra-Kurbel FC-6500 mit Octalink-V1-Aufnahme, ca. 2005
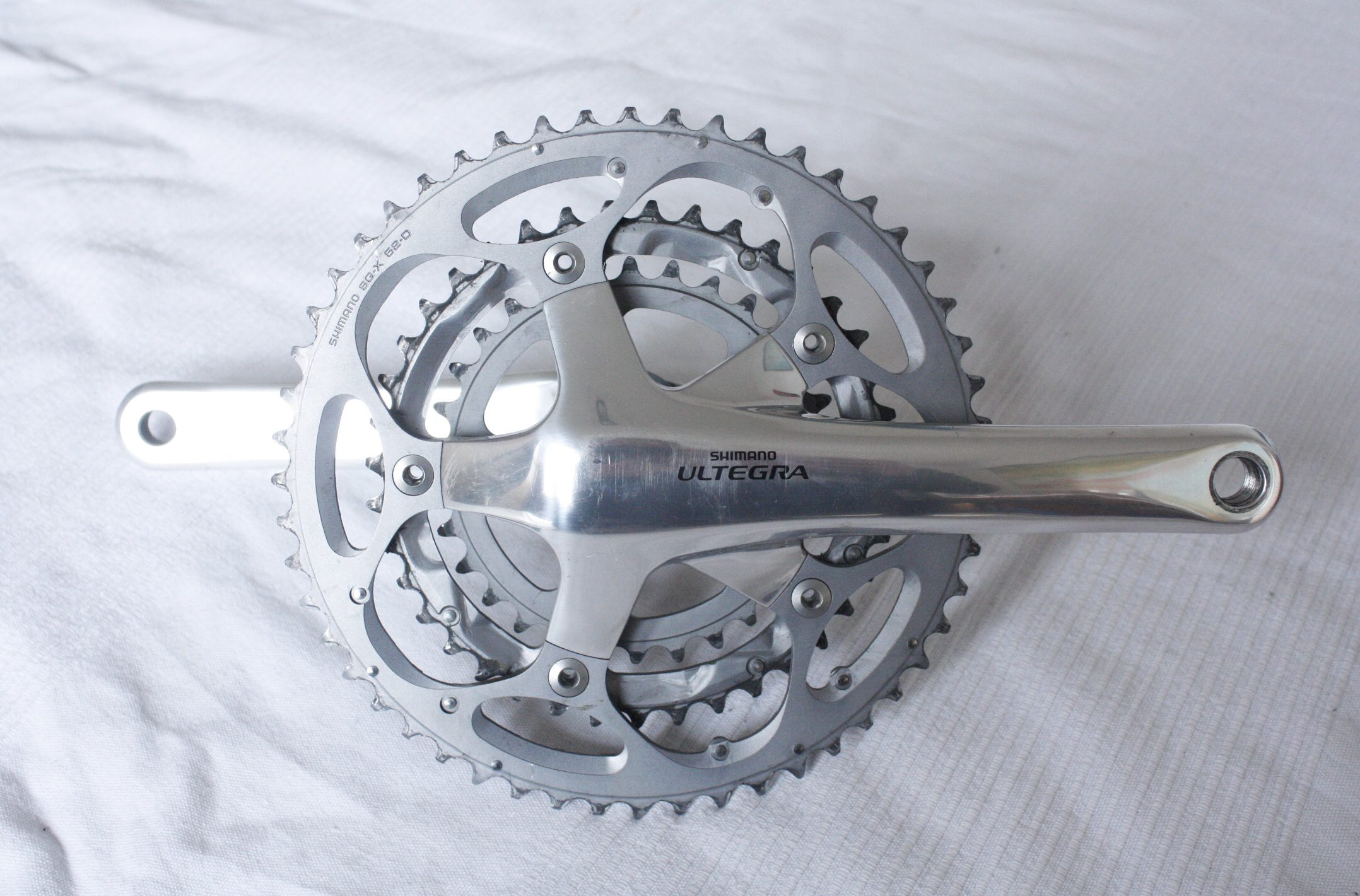
Ultegra-Kurbel 3 x 10-fach FC-6603